# 1511

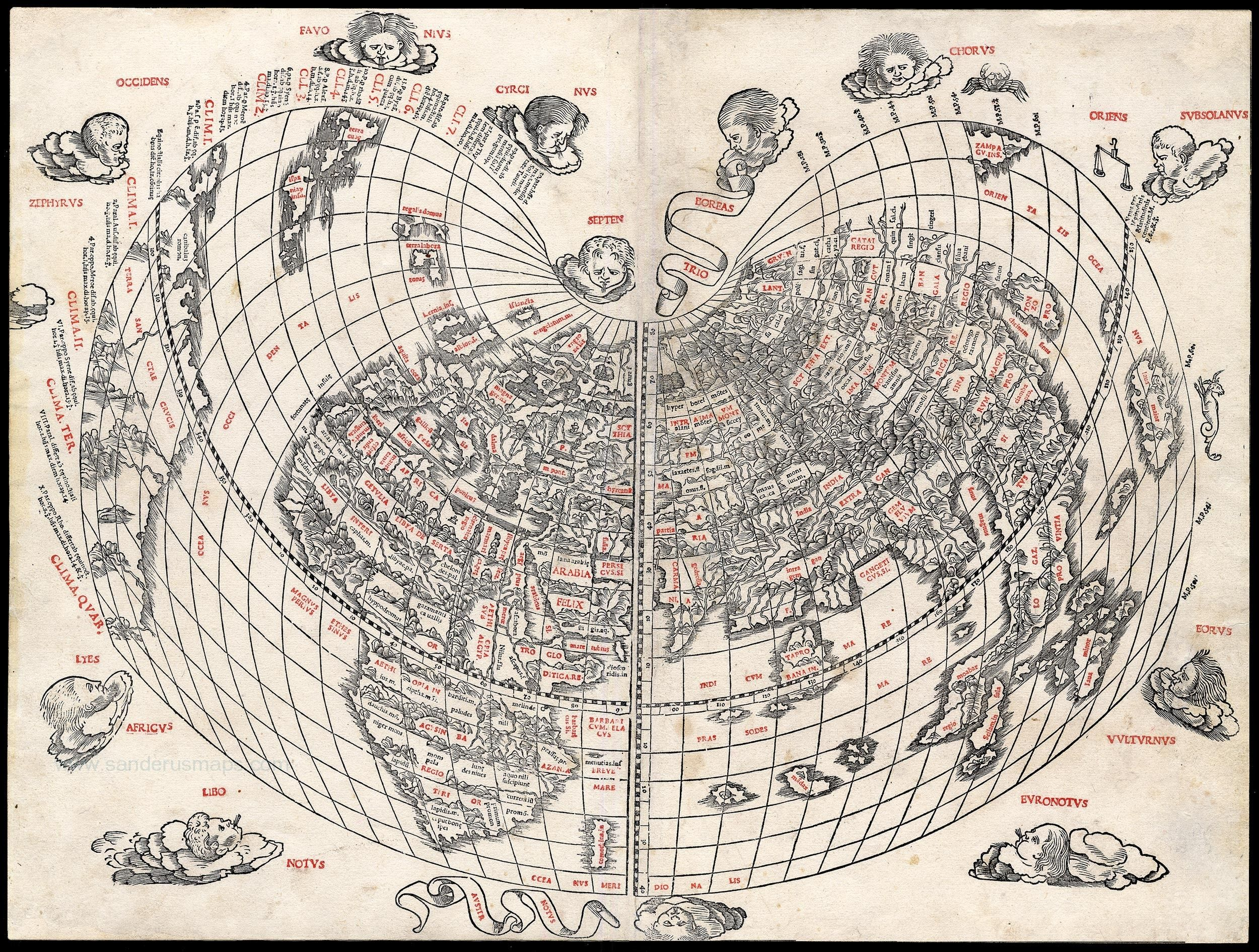
Erdkarte von Bernard Sylvanus 1511

Portal Geschichte | Portal Biografien | Aktuelle Ereignisse | Jahreskalender | Tagesartikel

◄ |
15. Jahrhundert |
16. Jahrhundert
| 17. Jahrhundert | ►

◄ |
1480er |
1490er |
1500er |
1510er
| 1520er | 1530er | 1540er | ►

◄◄ |
◄ |
1507 |
1508 |
1509 |
1510 |
1511
| 1512 | 1513 | 1514 | 1515 | ► | ►►
Staatsoberhäupter  · Nekrolog · Kunstjahr · Literaturjahr · Musikjahr   · Wissenschaftsjahr
| Januar | Januar | Januar | Januar | Januar | Januar | Januar | Januar |
| Kw     | Mo     | Di     | Mi     | Do     | Fr     | Sa     | So     |
| 1      |        |        | 1      | 2      | 3      | 4      | 5      |
| 2      | 6      | 7      | 8      | 9      | 10     | 11     | 12     |
| 3      | 13     | 14     | 15     | 16     | 17     | 18     | 19     |
| 4      | 20     | 21     | 22     | 23     | 24     | 25     | 26     |
| 5      | 27     | 28     | 29     | 30     | 31     |        |        |
| ------ | ------ | ------ | ------ | ------ | ------ | ------ | ------ |

| Februar | Februar | Februar | Februar | Februar | Februar | Februar | Februar |
| Kw      | Mo      | Di      | Mi      | Do      | Fr      | Sa      | So      |
| 5       |         |         |         |         |         | 1       | 2       |
| 6       | 3       | 4       | 5       | 6       | 7       | 8       | 9       |
| 7       | 10      | 11      | 12      | 13      | 14      | 15      | 16      |
| 8       | 17      | 18      | 19      | 20      | 21      | 22      | 23      |
| 9       | 24      | 25      | 26      | 27      | 28      |         |         |
| ------- | ------- | ------- | ------- | ------- | ------- | ------- | ------- |

| März | März | März | März | März | März | März | März |
| Kw   | Mo   | Di   | Mi   | Do   | Fr   | Sa   | So   |
| 9    |      |      |      |      |      | 1    | 2    |
| 10   | 3    | 4    | 5    | 6    | 7    | 8    | 9    |
| 11   | 10   | 11   | 12   | 13   | 14   | 15   | 16   |
| 12   | 17   | 18   | 19   | 20   | 21   | 22   | 23   |
| 13   | 24   | 25   | 26   | 27   | 28   | 29   | 30   |
| 14   | 31   |      |      |      |      |      |      |
| ---- | ---- | ---- | ---- | ---- | ---- | ---- | ---- |

| April | April | April | April | April | April | April | April |
| Kw    | Mo    | Di    | Mi    | Do    | Fr    | Sa    | So    |
| 14    |       | 1     | 2     | 3     | 4     | 5     | 6     |
| 15    | 7     | 8     | 9     | 10    | 11    | 12    | 13    |
| 16    | 14    | 15    | 16    | 17    | 18    | 19    | 20    |
| 17    | 21    | 22    | 23    | 24    | 25    | 26    | 27    |
| 18    | 28    | 29    | 30    |       |       |       |       |
| ----- | ----- | ----- | ----- | ----- | ----- | ----- | ----- |

| Mai | Mai | Mai | Mai | Mai | Mai | Mai | Mai |
| Kw  | Mo  | Di  | Mi  | Do  | Fr  | Sa  | So  |
| 18  |     |     |     | 1   | 2   | 3   | 4   |
| 19  | 5   | 6   | 7   | 8   | 9   | 10  | 11  |
| 20  | 12  | 13  | 14  | 15  | 16  | 17  | 18  |
| 21  | 19  | 20  | 21  | 22  | 23  | 24  | 25  |
| 22  | 26  | 27  | 28  | 29  | 30  | 31  |     |
| --- | --- | --- | --- | --- | --- | --- | --- |

| Juni | Juni | Juni | Juni | Juni | Juni | Juni | Juni |
| Kw   | Mo   | Di   | Mi   | Do   | Fr   | Sa   | So   |
| 22   |      |      |      |      |      |      | 1    |
| 23   | 2    | 3    | 4    | 5    | 6    | 7    | 8    |
| 24   | 9    | 10   | 11   | 12   | 13   | 14   | 15   |
| 25   | 16   | 17   | 18   | 19   | 20   | 21   | 22   |
| 26   | 23   | 24   | 25   | 26   | 27   | 28   | 29   |
| 27   | 30   |      |      |      |      |      |      |
| ---- | ---- | ---- | ---- | ---- | ---- | ---- | ---- |

| Juli | Juli | Juli | Juli | Juli | Juli | Juli | Juli |
| Kw   | Mo   | Di   | Mi   | Do   | Fr   | Sa   | So   |
| 27   |      | 1    | 2    | 3    | 4    | 5    | 6    |
| 28   | 7    | 8    | 9    | 10   | 11   | 12   | 13   |
| 29   | 14   | 15   | 16   | 17   | 18   | 19   | 20   |
| 30   | 21   | 22   | 23   | 24   | 25   | 26   | 27   |
| 31   | 28   | 29   | 30   | 31   |      |      |      |
| ---- | ---- | ---- | ---- | ---- | ---- | ---- | ---- |

| August | August | August | August | August | August | August | August |
| Kw     | Mo     | Di     | Mi     | Do     | Fr     | Sa     | So     |
| 31     |        |        |        |        | 1      | 2      | 3      |
| 32     | 4      | 5      | 6      | 7      | 8      | 9      | 10     |
| 33     | 11     | 12     | 13     | 14     | 15     | 16     | 17     |
| 34     | 18     | 19     | 20     | 21     | 22     | 23     | 24     |
| 35     | 25     | 26     | 27     | 28     | 29     | 30     | 31     |
| ------ | ------ | ------ | ------ | ------ | ------ | ------ | ------ |

| September | September | September | September | September | September | September | September |
| Kw        | Mo        | Di        | Mi        | Do        | Fr        | Sa        | So        |
| 36        | 1         | 2         | 3         | 4         | 5         | 6         | 7         |
| 37        | 8         | 9         | 10        | 11        | 12        | 13        | 14        |
| 38        | 15        | 16        | 17        | 18        | 19        | 20        | 21        |
| 39        | 22        | 23        | 24        | 25        | 26        | 27        | 28        |
| 40        | 29        | 30        |           |           |           |           |           |
| --------- | --------- | --------- | --------- | --------- | --------- | --------- | --------- |

| Oktober | Oktober | Oktober | Oktober | Oktober | Oktober | Oktober | Oktober |
| Kw      | Mo      | Di      | Mi      | Do      | Fr      | Sa      | So      |
| 40      |         |         | 1       | 2       | 3       | 4       | 5       |
| 41      | 6       | 7       | 8       | 9       | 10      | 11      | 12      |
| 42      | 13      | 14      | 15      | 16      | 17      | 18      | 19      |
| 43      | 20      | 21      | 22      | 23      | 24      | 25      | 26      |
| 44      | 27      | 28      | 29      | 30      | 31      |         |         |
| ------- | ------- | ------- | ------- | ------- | ------- | ------- | ------- |

| November | November | November | November | November | November | November | November |
| Kw       | Mo       | Di       | Mi       | Do       | Fr       | Sa       | So       |
| 44       |          |          |          |          |          | 1        | 2        |
| 45       | 3        | 4        | 5        | 6        | 7        | 8        | 9        |
| 46       | 10       | 11       | 12       | 13       | 14       | 15       | 16       |
| 47       | 17       | 18       | 19       | 20       | 21       | 22       | 23       |
| 48       | 24       | 25       | 26       | 27       | 28       | 29       | 30       |
| -------- | -------- | -------- | -------- | -------- | -------- | -------- | -------- |

| Dezember | Dezember | Dezember | Dezember | Dezember | Dezember | Dezember | Dezember |
| Kw       | Mo       | Di       | Mi       | Do       | Fr       | Sa       | So       |
| 49       | 1        | 2        | 3        | 4        | 5        | 6        | 7        |
| 50       | 8        | 9        | 10       | 11       | 12       | 13       | 14       |
| 51       | 15       | 16       | 17       | 18       | 19       | 20       | 21       |
| 52       | 22       | 23       | 24       | 25       | 26       | 27       | 28       |
| 1        | 29       | 30       | 31       |          |          |          |          |
| -------- | -------- | -------- | -------- | -------- | -------- | -------- | -------- |

| Januar | Januar | Januar | Januar | Januar | Januar | Januar | Januar |
| Kw     | Mo     | Di     | Mi     | Do     | Fr     | Sa     | So     |
| 1      |        |        | 1      | 2      | 3      | 4      | 5      |
| 2      | 6      | 7      | 8      | 9      | 10     | 11     | 12     |
| 3      | 13     | 14     | 15     | 16     | 17     | 18     | 19     |
| 4      | 20     | 21     | 22     | 23     | 24     | 25     | 26     |
| 5      | 27     | 28     | 29     | 30     | 31     |        |        |
| ------ | ------ | ------ | ------ | ------ | ------ | ------ | ------ |

| Februar | Februar | Februar | Februar | Februar | Februar | Februar | Februar |
| Kw      | Mo      | Di      | Mi      | Do      | Fr      | Sa      | So      |
| 5       |         |         |         |         |         | 1       | 2       |
| 6       | 3       | 4       | 5       | 6       | 7       | 8       | 9       |
| 7       | 10      | 11      | 12      | 13      | 14      | 15      | 16      |
| 8       | 17      | 18      | 19      | 20      | 21      | 22      | 23      |
| 9       | 24      | 25      | 26      | 27      | 28      |         |         |
| ------- | ------- | ------- | ------- | ------- | ------- | ------- | ------- |

| März | März | März | März | März | März | März | März |
| Kw   | Mo   | Di   | Mi   | Do   | Fr   | Sa   | So   |
| 9    |      |      |      |      |      | 1    | 2    |
| 10   | 3    | 4    | 5    | 6    | 7    | 8    | 9    |
| 11   | 10   | 11   | 12   | 13   | 14   | 15   | 16   |
| 12   | 17   | 18   | 19   | 20   | 21   | 22   | 23   |
| 13   | 24   | 25   | 26   | 27   | 28   | 29   | 30   |
| 14   | 31   |      |      |      |      |      |      |
| ---- | ---- | ---- | ---- | ---- | ---- | ---- | ---- |

| April | April | April | April | April | April | April | April |
| Kw    | Mo    | Di    | Mi    | Do    | Fr    | Sa    | So    |
| 14    |       | 1     | 2     | 3     | 4     | 5     | 6     |
| 15    | 7     | 8     | 9     | 10    | 11    | 12    | 13    |
| 16    | 14    | 15    | 16    | 17    | 18    | 19    | 20    |
| 17    | 21    | 22    | 23    | 24    | 25    | 26    | 27    |
| 18    | 28    | 29    | 30    |       |       |       |       |
| ----- | ----- | ----- | ----- | ----- | ----- | ----- | ----- |

| Mai | Mai | Mai | Mai | Mai | Mai | Mai | Mai |
| Kw  | Mo  | Di  | Mi  | Do  | Fr  | Sa  | So  |
| 18  |     |     |     | 1   | 2   | 3   | 4   |
| 19  | 5   | 6   | 7   | 8   | 9   | 10  | 11  |
| 20  | 12  | 13  | 14  | 15  | 16  | 17  | 18  |
| 21  | 19  | 20  | 21  | 22  | 23  | 24  | 25  |
| 22  | 26  | 27  | 28  | 29  | 30  | 31  |     |
| --- | --- | --- | --- | --- | --- | --- | --- |

| Juni | Juni | Juni | Juni | Juni | Juni | Juni | Juni |
| Kw   | Mo   | Di   | Mi   | Do   | Fr   | Sa   | So   |
| 22   |      |      |      |      |      |      | 1    |
| 23   | 2    | 3    | 4    | 5    | 6    | 7    | 8    |
| 24   | 9    | 10   | 11   | 12   | 13   | 14   | 15   |
| 25   | 16   | 17   | 18   | 19   | 20   | 21   | 22   |
| 26   | 23   | 24   | 25   | 26   | 27   | 28   | 29   |
| 27   | 30   |      |      |      |      |      |      |
| ---- | ---- | ---- | ---- | ---- | ---- | ---- | ---- |

| Juli | Juli | Juli | Juli | Juli | Juli | Juli | Juli |
| Kw   | Mo   | Di   | Mi   | Do   | Fr   | Sa   | So   |
| 27   |      | 1    | 2    | 3    | 4    | 5    | 6    |
| 28   | 7    | 8    | 9    | 10   | 11   | 12   | 13   |
| 29   | 14   | 15   | 16   | 17   | 18   | 19   | 20   |
| 30   | 21   | 22   | 23   | 24   | 25   | 26   | 27   |
| 31   | 28   | 29   | 30   | 31   |      |      |      |
| ---- | ---- | ---- | ---- | ---- | ---- | ---- | ---- |

| August | August | August | August | August | August | August | August |
| Kw     | Mo     | Di     | Mi     | Do     | Fr     | Sa     | So     |
| 31     |        |        |        |        | 1      | 2      | 3      |
| 32     | 4      | 5      | 6      | 7      | 8      | 9      | 10     |
| 33     | 11     | 12     | 13     | 14     | 15     | 16     | 17     |
| 34     | 18     | 19     | 20     | 21     | 22     | 23     | 24     |
| 35     | 25     | 26     | 27     | 28     | 29     | 30     | 31     |
| ------ | ------ | ------ | ------ | ------ | ------ | ------ | ------ |

| September | September | September | September | September | September | September | September |
| Kw        | Mo        | Di        | Mi        | Do        | Fr        | Sa        | So        |
| 36        | 1         | 2         | 3         | 4         | 5         | 6         | 7         |
| 37        | 8         | 9         | 10        | 11        | 12        | 13        | 14        |
| 38        | 15        | 16        | 17        | 18        | 19        | 20        | 21        |
| 39        | 22        | 23        | 24        | 25        | 26        | 27        | 28        |
| 40        | 29        | 30        |           |           |           |           |           |
| --------- | --------- | --------- | --------- | --------- | --------- | --------- | --------- |

| Oktober | Oktober | Oktober | Oktober | Oktober | Oktober | Oktober | Oktober |
| Kw      | Mo      | Di      | Mi      | Do      | Fr      | Sa      | So      |
| 40      |         |         | 1       | 2       | 3       | 4       | 5       |
| 41      | 6       | 7       | 8       | 9       | 10      | 11      | 12      |
| 42      | 13      | 14      | 15      | 16      | 17      | 18      | 19      |
| 43      | 20      | 21      | 22      | 23      | 24      | 25      | 26      |
| 44      | 27      | 28      | 29      | 30      | 31      |         |         |
| ------- | ------- | ------- | ------- | ------- | ------- | ------- | ------- |

| November | November | November | November | November | November | November | November |
| Kw       | Mo       | Di       | Mi       | Do       | Fr       | Sa       | So       |
| 44       |          |          |          |          |          | 1        | 2        |
| 45       | 3        | 4        | 5        | 6        | 7        | 8        | 9        |
| 46       | 10       | 11       | 12       | 13       | 14       | 15       | 16       |
| 47       | 17       | 18       | 19       | 20       | 21       | 22       | 23       |
| 48       | 24       | 25       | 26       | 27       | 28       | 29       | 30       |
| -------- | -------- | -------- | -------- | -------- | -------- | -------- | -------- |

| Dezember | Dezember | Dezember | Dezember | Dezember | Dezember | Dezember | Dezember |
| Kw       | Mo       | Di       | Mi       | Do       | Fr       | Sa       | So       |
| 49       | 1        | 2        | 3        | 4        | 5        | 6        | 7        |
| 50       | 8        | 9        | 10       | 11       | 12       | 13       | 14       |
| 51       | 15       | 16       | 17       | 18       | 19       | 20       | 21       |
| 52       | 22       | 23       | 24       | 25       | 26       | 27       | 28       |
| 1        | 29       | 30       | 31       |          |          |          |          |
| -------- | -------- | -------- | -------- | -------- | -------- | -------- | -------- |

Während im Jahr 1511 in Europa nach einem Wechsel der Bündnisse die Heilige Liga die im Vorjahr aufgelöste Liga von Cambrai ersetzt und die Italienischen Kriege damit mit anderen Vorzeichen fortgesetzt werden, bauen Portugal und Spanien ihre jeweiligen Kolonialreiche in Amerika beziehungsweise Asien aus.
Portugal gelingt unter Afonso de Albuquerque die Eroberung der Stadt Malakka und erlangt damit die Kontrolle über die Straße von Malakka, den Weg zu den Gewürzinseln. Die Spanier dringen auf den Westindischen Inseln nach Kuba vor und Vasco Núñez de Balboa unternimmt im heutigen Panama eine erste Expedition ins Landesinnere.
In Rom vollendet Raffael die von Papst Julius II. 1508 in Auftrag gegebene Stanza della Segnatura und schafft damit ein Meisterwerk der italienischen Hochrenaissance.

## Ereignisse

### Politik und Weltgeschehen

#### Italienische Kriege
- 4. Oktober: Italienische Kriege: Papst Julius II. verbündet sich in der Heiligen Liga mit Kaiser Maximilian I., der Republik Venedig, der Eidgenossenschaft, England und Aragon gegen König Ludwig XII. von Frankreich. Frankreich muss sich aus dem besetzten Herzogtum Mailand zurückziehen.

#### Heiliges Römisches Reich
Habsburg und die Eidgenossenschaft schließen am 7. Februar auf unbegrenzte Zeit die zweite Erbeinung, einen Vertrag, der unter anderem eine Nichtangriffsklausel beinhaltet, jedoch im Gegensatz zur ersten Erbeinung des Jahres 1477 keine Hilfsverpflichtung mehr vorsieht.

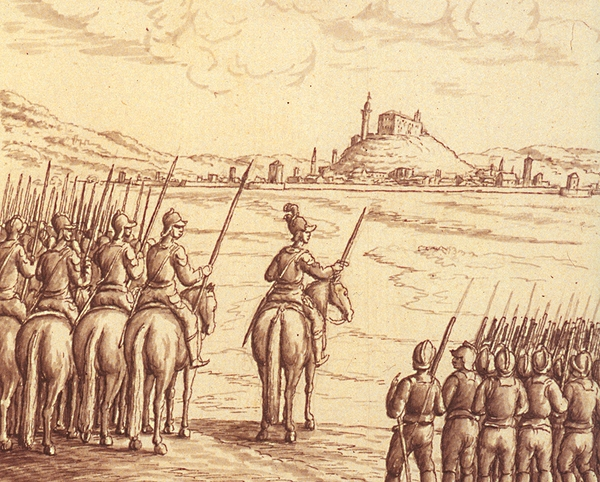
Antonio Savorgnan vor Udine

- 27. Februar: Unter Führung der Familie Savorgnan kommt es in Friaul zu einem Aufstand, der bis März niedergeschlagen wird.
- 2. März: Mit großem Pomp heiraten aus politischen Gründen Herzog Ulrich von Württemberg und Sabina von Bayern. Das Fest dauert 14 Tage, mehr als 7000 Gäste sind geladen. Rund um das Stuttgarter Schloss werden die Menschen kostenlos gespeist. Mit der Hochzeit ist der Verzicht Sabinas auf alles Erbe in Bayern väter- und mütterlicherseits verbunden.
- 2. April: Simon V. wird nach dem Tod seines Vaters Bernhard VII. Bellicosus Herr zur Lippe.
- 19. April: Nach dem Tod von Edo Wiemken dem Jüngeren wird sein zwölfjähriger Sohn Christoph Herr der Herrschaft Jever. Sein Onkel Johann V. von Oldenburg übernimmt die Vormundschaft und setzt fünf von Edo dazu bestimmte Dorfoberhäupter als Regenten ein. Diese verfolgen vor allem ihre eigenen Interessen, veruntreuen den Besitz der Waisen und machen Edos Bemühungen, einen einheitlichen und zentralistischen Territorialstaat zu schaffen, zunichte. Die Erziehung von Christophs Schwester Maria und seiner zwei weiteren Schwestern richtet sich auf die typische damalige Frauenrolle aus, nach wirtschaftlich und politisch günstigen Gesichtspunkten verheiratet zu werden.
- 15. Mai: Richard von Greiffenklau zu Vollrads wird zum Erzbischof und Kurfürsten von Trier bestimmt. Er folgt dem am 27. April verstorbenen Jakob II. von Baden. Die Amtseinführung erfolgt am 30. Mai.
- 23. Juni: Maximilian I. erlässt für die Grafschaft Tirol das Landlibell. Darin wird festgelegt, dass die Tiroler Landstände zur Verteidigung des Landes Kriegsdienste zu leisten haben.

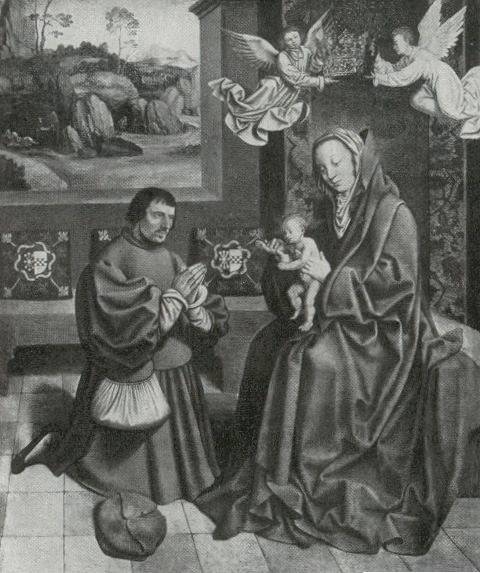
Johann III. von Jülich-Berg

- 6. September: Nach dem Tod seines Schwiegervaters Herzog Wilhelm von Jülich-Berg übernimmt Johann von Jülich-Berg die Herrschaft in Jülich, Berg und Ravensberg.

#### Deutscher Orden
Albrecht von Brandenburg-Ansbach wird als Nachfolger des am 14. Dezember des Vorjahres verstorbenen Friedrich von Sachsen zum 37. Hochmeister des Deutschen Ordens in Preußen gewählt. Der Orden beabsichtigt, die 1466 im Frieden von Thorn gegenüber dem König von Polen eingegangene Heeresfolge abzuschütteln. Voraussetzung dafür ist, dass der neu gewählte Hochmeister den Lehnseid gegenüber König Sigismund I. verweigert. Als Sohn eines regierenden Fürsten des Heiligen Römischen Reichs erscheint Albrecht dem Ordenskapitel für das Hochmeisteramt daher als besonders geeignet. Im Vertrauen auf die Beistandspflicht des Deutschmeisters und des Landmeisters von Livland verweigert der neue Hochmeister dem polnischen König tatsächlich den Lehnseid.

#### Königreich England

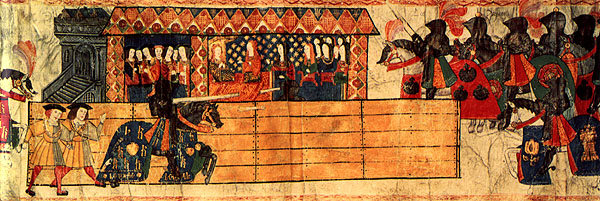
Zeitgenössische Darstellung des Westminster-Turniers anlässlich der Geburt Prinz Henrys

Am 1. Januar, kurz nach Mitternacht, bringt Katharina von Aragon, die Gattin des englischen Königs Heinrich VIII., einen gesunden Knaben zur Welt. Er ist nach knapp zwei Jahren Ehe und der Frühgeburt einer Tochter im Vorjahr das erste lebende Kind des englischen Königspaares und erhält durch seine Geburt den traditionellen Titel des englischen Thronfolgers, Duke of Cornwall. Am 5. Januar wird der junge Prinz in der geschmückten Kirche der Friars Observant in Richmond auf den Namen Henry getauft, danach wird für ihn eine eigene Hofhaltung eingerichtet. König Heinrich begibt sich zwischen dem 11. und 31. Januar zum Dank auf eine Pilgerreise zum Schrein von Walsingham und organisiert am 12. Februar ein Turnier zu Ehren des Prinzen. Zehn Tage nach den Feierlichkeiten in Westminster stirbt der Prinz jedoch aus unbekannten Gründen.

#### Osmanisches Reich
Im Osmanischen Reich kommt es mit Unterstützung der Janitscharen zu einem Aufstand der Brüder Korkud und Selim gegen ihren Vater, Sultan Bayezid II., und dessen Kronprinzen Ahmed, der jedoch – vorläufig – niedergeschlagen wird. Selim unterliegt seinem Vater in der Schlacht bei Uğraşdere in Thrakien und flieht auf die Krim, dennoch entscheiden sich die Janitscharen neuerlich für ihn als ihren Heerführer. Es gelingt ihm, seinen Bruder Ahmed zu schlagen und sich zum Oberbefehlshaber der Streitkräfte ernennen zu lassen.

#### Portugiesische Kolonien

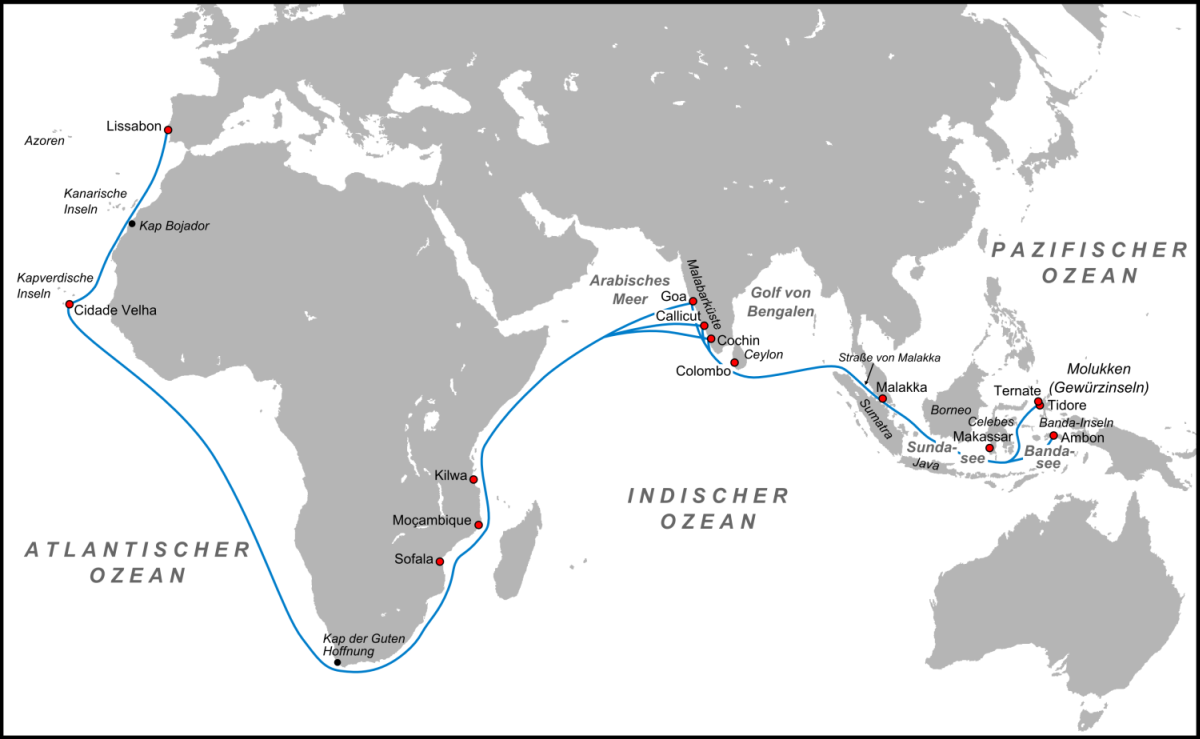
Die Gewürzroute im 16. Jahrhundert

Nach einem ersten vergeblichen Angriff am 25. Juli und einer darauf folgenden knapp einmonatigen Belagerung erobert Afonso de Albuquerque, Gouverneur von Portugiesisch-Indien, mit einer Flotte aus 16 Schiffen am 24. August die Stadt Malakka und vertreibt Sultan Mahmud. Die Stadt wird zu einem wichtigen portugiesischen Stützpunkt, da mit ihrem Besitz die Kontrolle über die Straße von Malakka und damit den Weg zu den Gewürzinseln verbunden ist. An der Eroberung der Stadt ist unter anderem auch Fernão de Magalhães beteiligt, der bei dem Angriff den von Sumatra stammenden Enrique Melaka gefangen nimmt und versklavt. Dieser wird ihn auf seinem 1519 beginnenden Versuch einer Weltumsegelung begleiten.

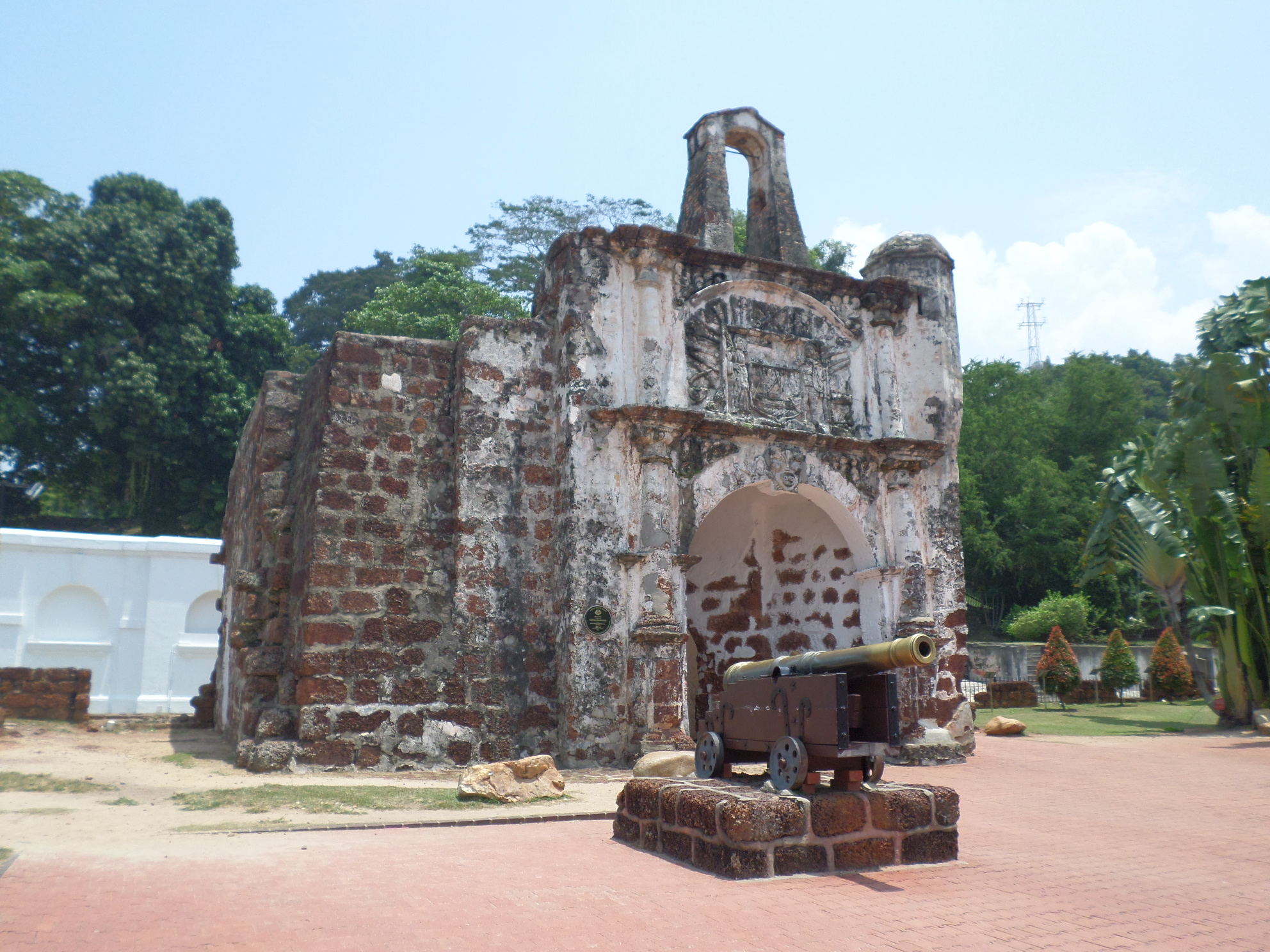
Überreste von A Famosa in Malakka

Zur Sicherung dieses wichtigen Außenpostens legt Albuquerque den Grundstein für die spätere steinerne Festung A Famosa und beginnt intensive diplomatische Bemühungen in der Umgebung, um die geflohenen Händler wieder in die Stadt zurückzuholen. Auf der Rückreise nach Goa gerät Albuquerque am 20. November in der Nacht vermutlich aufgrund eines Navigationsfehlers in schwere Seenot, verliert sein Flaggschiff Flor de la Mar, das auf ein Riff läuft, und kann nur knapp sein Leben retten. Die bei dem Untergang verlorene Ladung der Flor de la Mar besteht aus Diamanten, Rubinen, 60 Tonnen Gold und edelsteinenbesetzten Statuen aus einem Raubzug durch malaysische Fürstentümer und gilt als die möglicherweise wertvollste Ladung aller bekannten Schiffswracks aller Zeiten.
- Das Sultanat Al-Mahra nimmt die 1507 von Portugal eroberten Inseln Sokotra in seinen Besitz.
- Die Portugiesen landen als erste Europäer auf Tidore.
- Auf einer portugiesischen Landkarte wird Bangkok erstmals urkundlich erwähnt.

#### Spanische Kolonien in Amerika

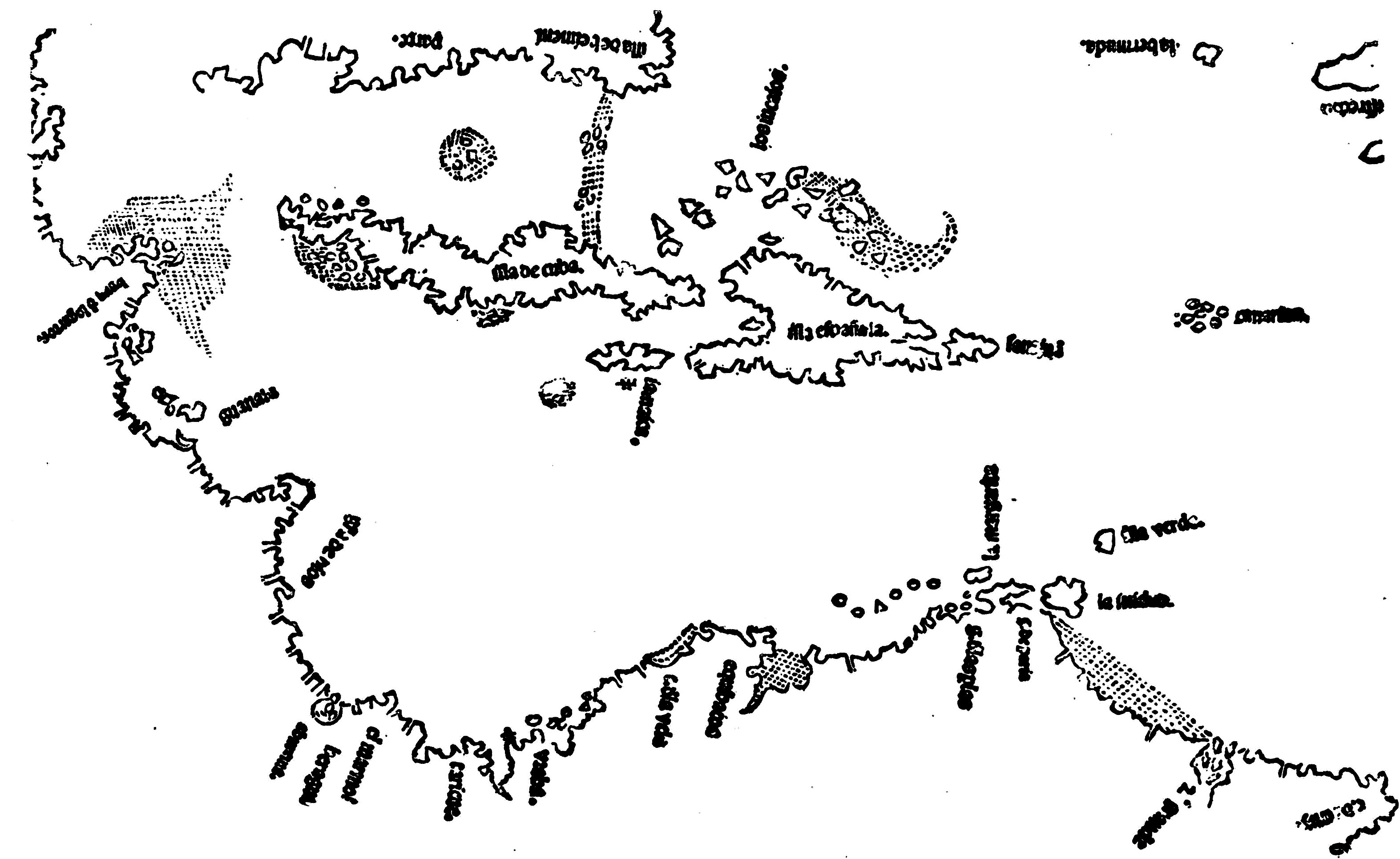
Karte der „Neuen Welt“ von Petrus Martyr von Anghiera, 1511

- Februar: Gouverneur Juan Ponce de León gründet nach einem Aufstand der Taínos den Ort San Germán als zweite Stadt auf San Juan Bautista, dem späteren Puerto Rico. Nach der Zerstörung durch französische Piraten wird sie im Dezember an anderer Stelle wieder aufgebaut.

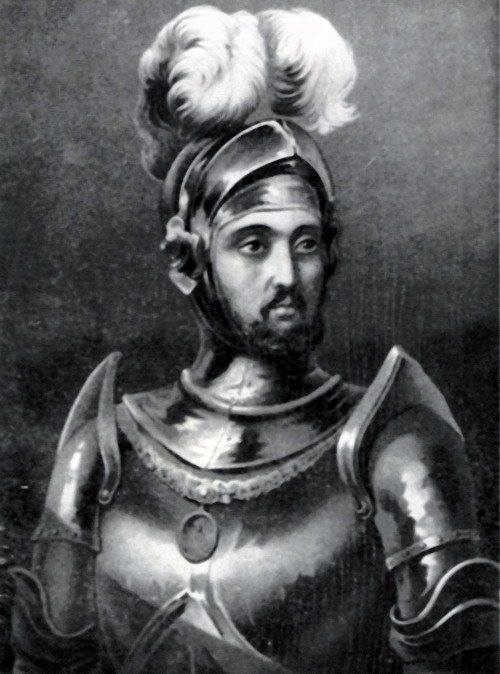
Diego Colón (Diego Kolumbus)

Der königliche Rat in Spanien anerkennt am 5. Juni nach jahrelangem Rechtsstreit den Großteil der Forderungen des verstorbenen Christoph Kolumbus aus der Kapitulation von Santa Fe. Kolumbus’ Sohn Diego wird zum Vizekönig von Hispaniola ernannt, er erhält die Gerichtsgewalt über die Inseln, ein Fünftel des auf ihnen gefundenen Goldes und ein Zehntel der dortigen wirtschaftlichen Einkünfte. Am 17. Juni schränkt der König seine Rechte insoweit ein, dass sie sich nur auf die von Kolumbus selbst entdeckten Inseln beziehen. Diego stellt dieses Urteil nicht zufrieden, und er strengte einen neuen Prozess an. König Ferdinand II. schränkt seine Macht in der Folge ein, indem er auf Hispaniola einen aus drei Berufungsrichtern bestehenden Gerichtstag einrichtet.

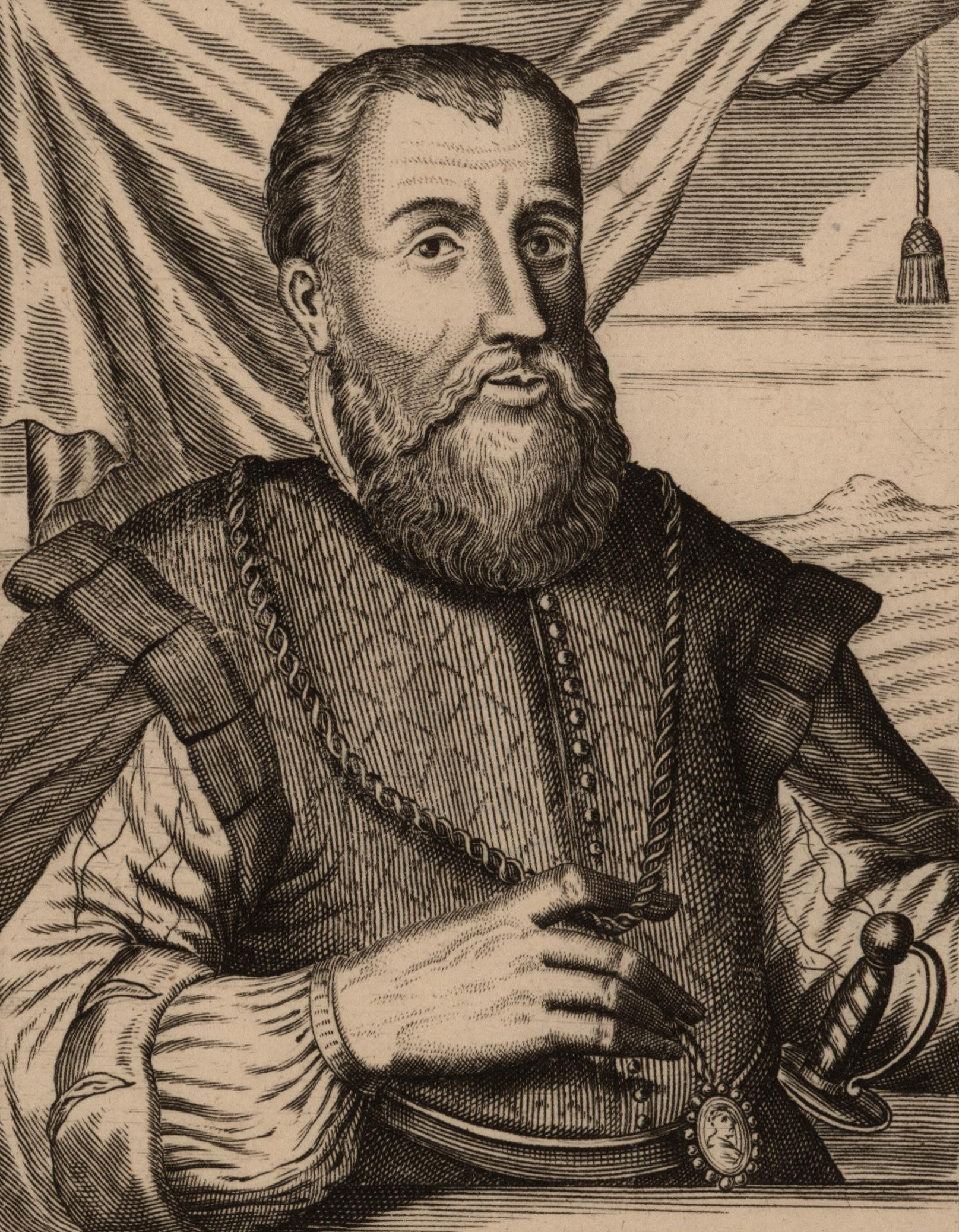
Diego Velázquez de Cuéllar

Der ehemalige Vizegouverneur Diego Velázquez de Cuéllar setzt am 15. August im Auftrag von Vizekönig Diego Kolumbus mit 400 Mann von Hispaniola nach Kuba über und gründet dort an der Stelle, wo Christoph Kolumbus erstmals die Insel betrat die erste Stadt Baracoa. Unter den Expeditionsteilnehmern sind unter anderem sein Sekretär Hernán Cortés, Bartolomé de Las Casas, Pedro de Alvarado und Cristóbal de Olid. Cuéllar sieht sich jedoch sofort einem Kleinkrieg mit dem Stamm der Taíno unter dem Häuptling Hatuey gegenüber, der kurz zuvor vor den Spaniern von Hispaniola nach Kuba geflüchtet ist.
- Während in Spanien eine Anklage wegen Meuterei gegen ihn vorbereitet wird, unternimmt Vasco Núñez de Balboa, seit dem Vorjahr Gouverneur von Darién im heutigen Panama, eine erste Expedition in das Landesinnere.

### Wissenschaft und Technik
- Das St John’s College der University of Cambridge wird gegründet.
- Der Laienspiegel von Ulrich Tengler, eines der bedeutendsten Rechtsbücher der frühen Neuzeit, erscheint in überarbeiteter Form mit sechs neuen Holzschnitten von Hans Schäufelin in Augsburg.

### Kultur
| Kultur | Kultur |
| --- | ------ |
| - Cinquecento in Italien - Renaissance - Hochrenaissance in Italien - Frührenaissance im deutschsprachigen Raum - Spätgotik - Manuelinik in Portugal - Isabellinischer Stil und Plateresker Stil in Spanien |        |

#### Stanzen des Raffael

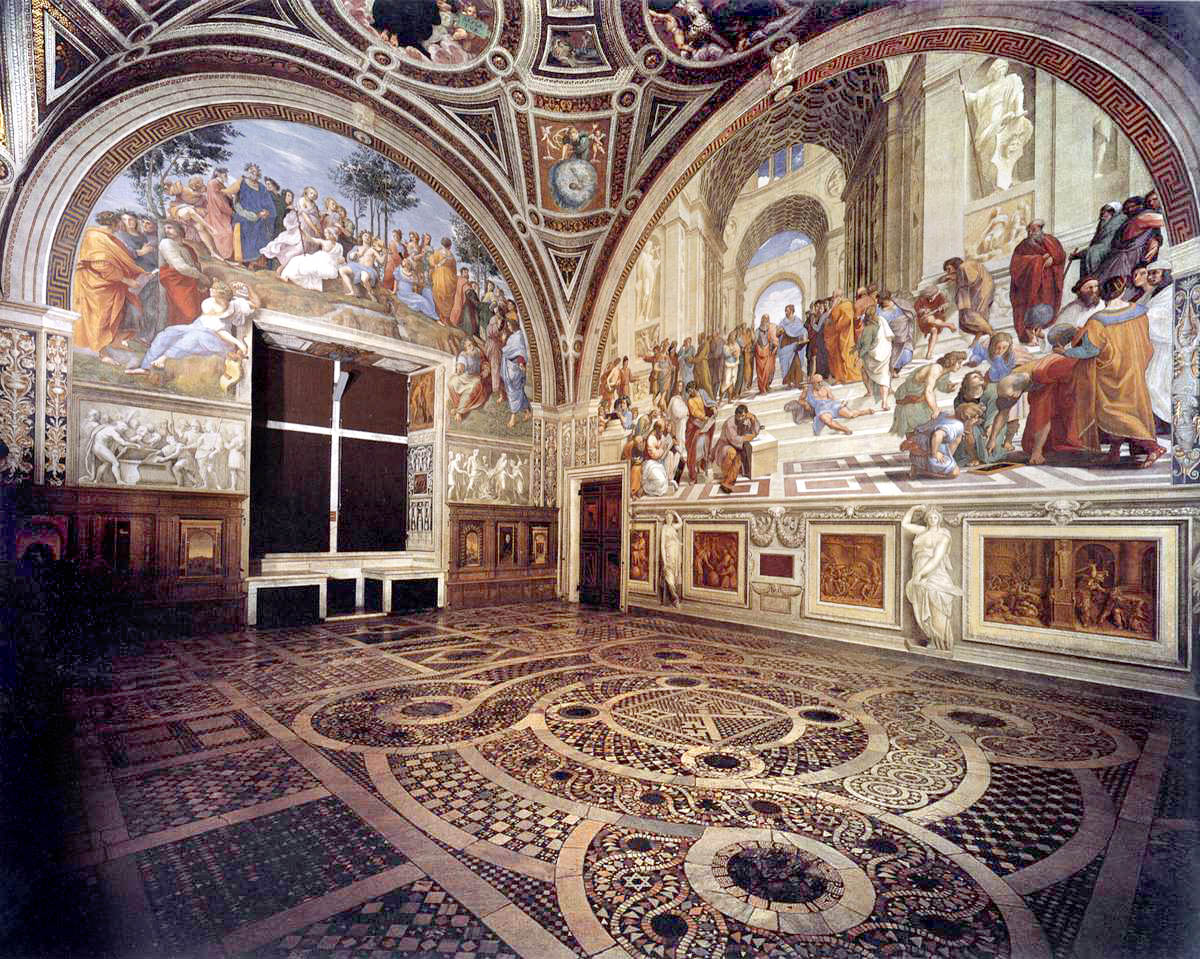
Stanza della Segnatura

Raffael vollendet die im Jahr 1508 von Papst Julius II. in Auftrag gegebene Stanza della Segnatura im Apostolischen Palast in Rom. Die bestimmenden Themen des Raumes sind die drei höchsten Prinzipien des menschlichen Geistes: das Wahre, das Gute und das Schöne. Diese sind dargestellt in den vier Wand- und den Gewölbe-Fresken, die die Disputa del Sacramento, die Schule von Athen, die Kardinals- und Gottestugenden und das Gesetz sowie den Parnaß zum Bildthema haben. Die theologische Wahrheit findet ihren Ausdruck in der Disputa des allerheiligsten Sakraments, die sich auf den Triumph der christlichen Religion bezieht. In der Schule von Athen hat Raffael die natürliche Wahrheit, die philosophische Vernunft, in Form von antiken Philosophen vor einer Renaissance-Architektur gemalt. Das Gute zeigt Raffael in den Kardinal- und Gottestugenden und das Gesetz als Allegorien auf die Kardinaltugenden Tapferkeit, Klugheit und Mäßigung und die christlichen Tugenden Glaube, Hoffnung und Liebe, die in den Lünetten der Wand gemalt wurden. Im Parnaß ergänzen die Apoll untergebenen Musen und antike und moderne Dichter den Geisteskosmos dieses Raums. Das Gewölbe zeigt zusammenfassend in allegorischer Form die Fähigkeiten des Menschen zur Philosophie, Theologie, Poesie und Gerechtigkeit.

#### Der Heller-Altar

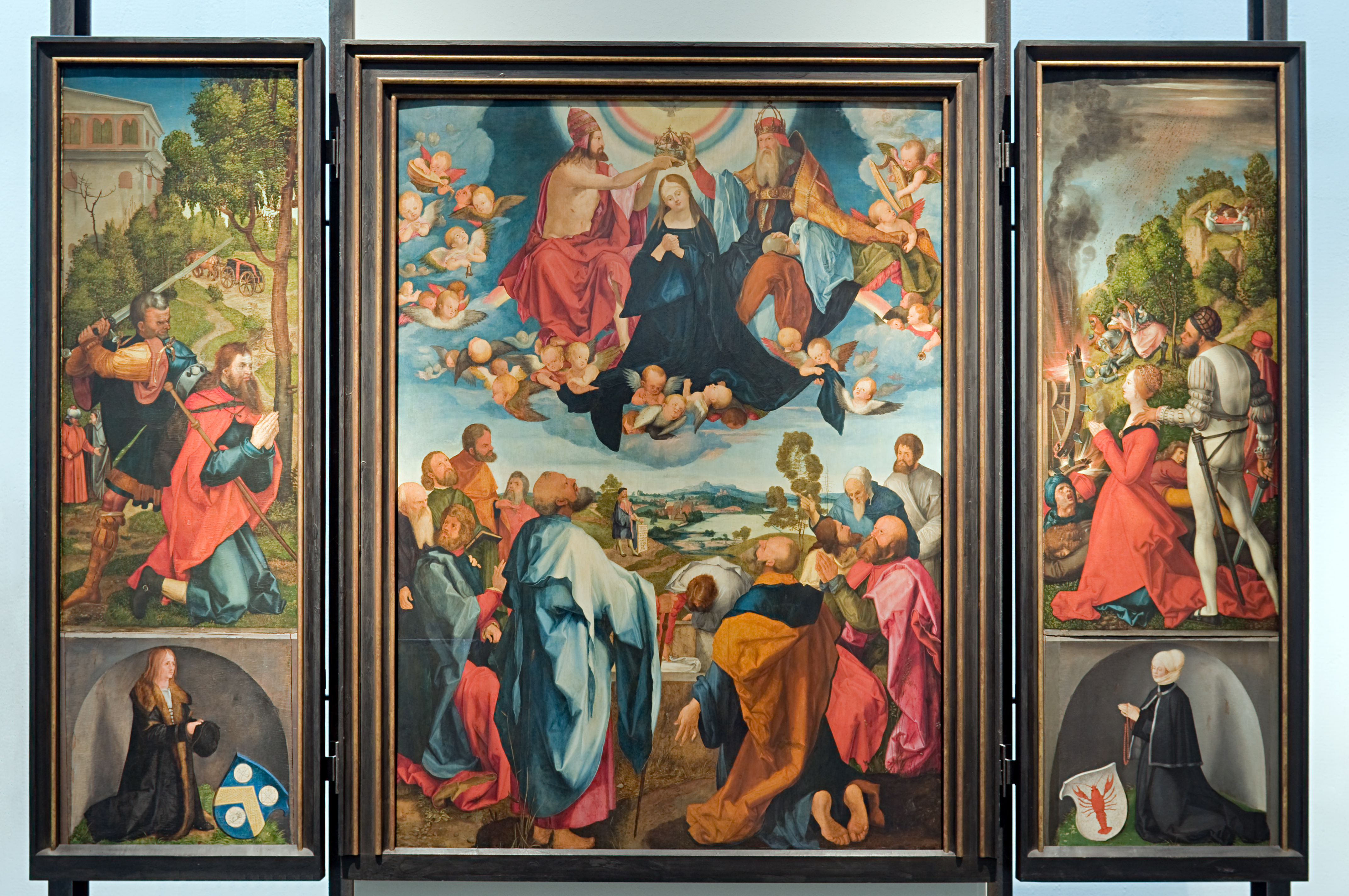
Heller-Altar, Kopie von Jobst Harrich, 17. Jahrhundert

Matthias Grünewald vollendet den von der Werkstatt Albrecht Dürer begonnenen Heller-Altar, ein Triptychon im Auftrag des Patriziers Jakob Heller für die Dominikanerkirche in Frankfurt am Main. Mit der Mitteltafel, den Innenflügeln sowie dem linken und rechten ersten Außenflügel hat Heller den in Nürnberg arbeitenden Dürer betraut. Einzig vier Tafeln für den linken und rechten zweiten Außenflügel überließ er – obwohl diese ebenso wie die ersteren in der besonders schwierigen Grisaille-Technik ausgeführt werden sollten – dem vermutlich in Aschaffenburg ansässigen Grünewald. An seinem Bestimmungsort wird das Werk letztendlich zusammengesetzt.

#### Weitere Werke der Bildenden Kunst

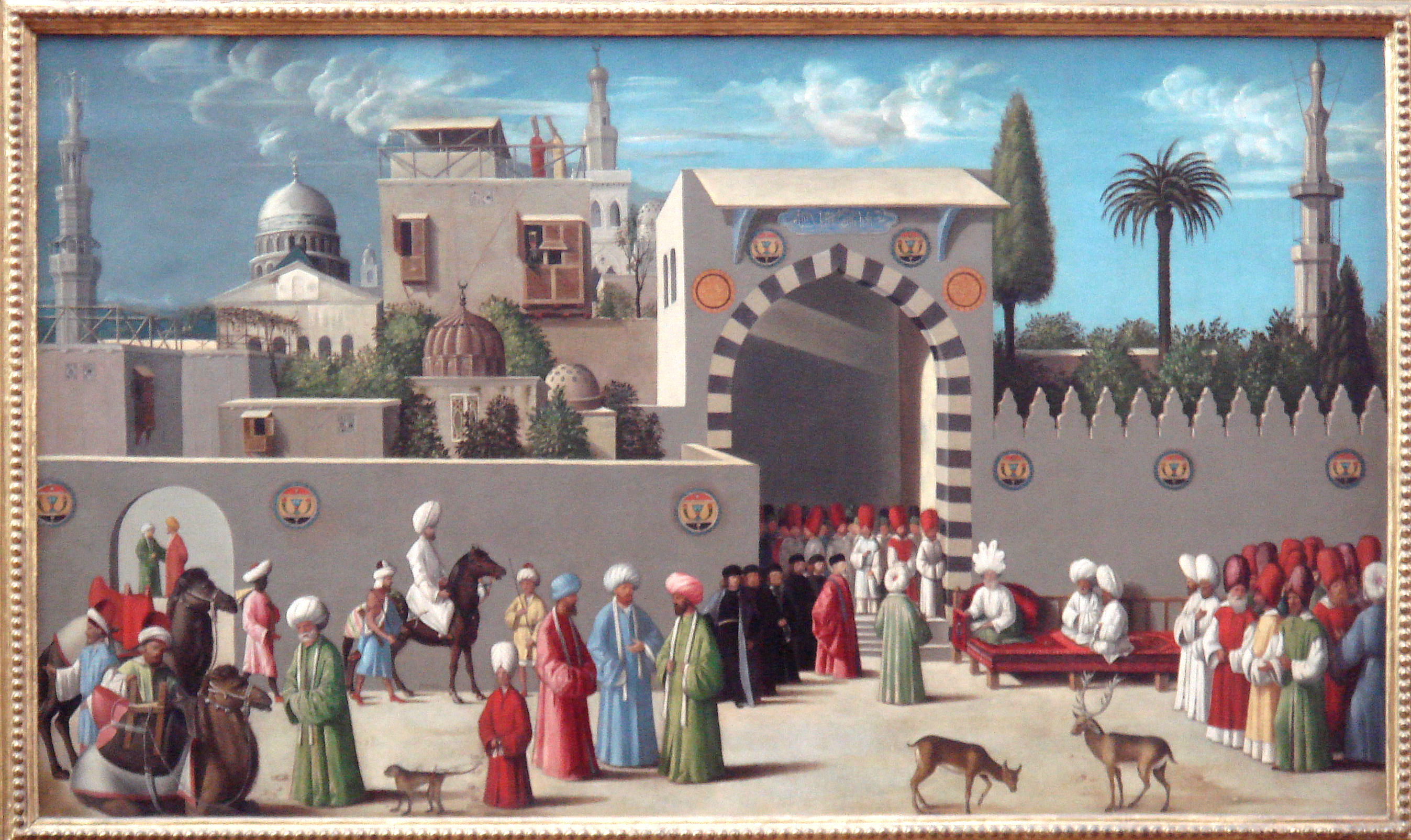
Venezianische Botschaft in Damaskus

- Werkstatt Giovanni Bellini: Die venezianische Botschaft in Damaskus
- Michael Heuffner schafft den Flügelaltar der Hospitalkirche in Hof. Im gleichen Jahr stirbt er 28-jährig in Zwickau.

### Gesellschaft

Titelholzschnitt des Sumarius

- Die Druckschrift Warhafftig Sumarius der gerichts hendel wird bei Johann Hanau in Frankfurt an der Oder in einer frühneuhochdeutschen und in einer mittelniederdeutschen Fassung gedruckt.
- In England kommen Pferderennen auf.
- In Mekka entstehen die ersten Kaffeehäuser, die nachfolgend für einige Zeit aufgrund eines mit schweren Strafen belegten Kaffeeverbotes wieder geschlossen werden.
- Der älteste erhaltene Curlingstein wird hergestellt.

### Religion
- 24. Oktober: Die Kardinäle Guillaume Briçonnet, Bernardino López de Carvajal, Francisco Borja, René de Prie und Frederico Sanseverino, die am nicht anerkannten Konzil zu Pisa teilgenommen haben, werden von Papst Julius II. exkommuniziert und abgesetzt. Das Konzil geht davon unbeirrt weiter.
- 19. November: Johann III. von Rosenberg wird zum Großprior der Strakonitzer Kommende der Johanniter gewählt.

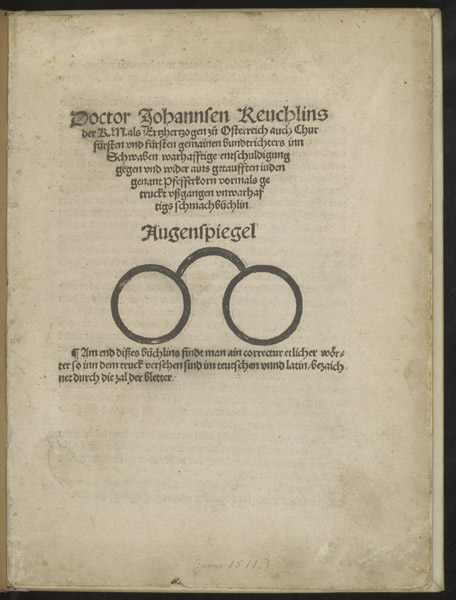
Der Augenspiegel

Der Kölner Metzger Johannes Pfefferkorn, ein zum Christentum konvertierter Jude, verfasst das judenfeindliche Pamphlet Handtspiegel gegen Johannes Reuchlin und dessen positives Gutachten über den Talmud. Reuchlin antwortet im Herbst mit der Schrift Augenspiegel, die in der Druckerei von Thomas Anshelm gedruckt wird und anschließend auf der Frankfurter Buchmesse erscheint. Der Streit eskaliert in den nächsten Jahren trotz eines kaiserlichen Schweigegebots, indem weite Teile der Bildungselite in Deutschland und über Deutschland hinaus für eine der beiden Seiten Partei ergreifen, und gipfelt in den sogenannten Dunkelmännerbriefen des Jahres 1515.
Sofort nach dem Tod von Erzbischof Johann III. am 4. Dezember übernimmt sein bisheriger Koadjutor Christoph von Braunschweig-Wolfenbüttel das Amt als Erzbischof von Bremen, mit dem er im folgenden Jahr von Kaiser Maximilian I. auch belehnt wird.

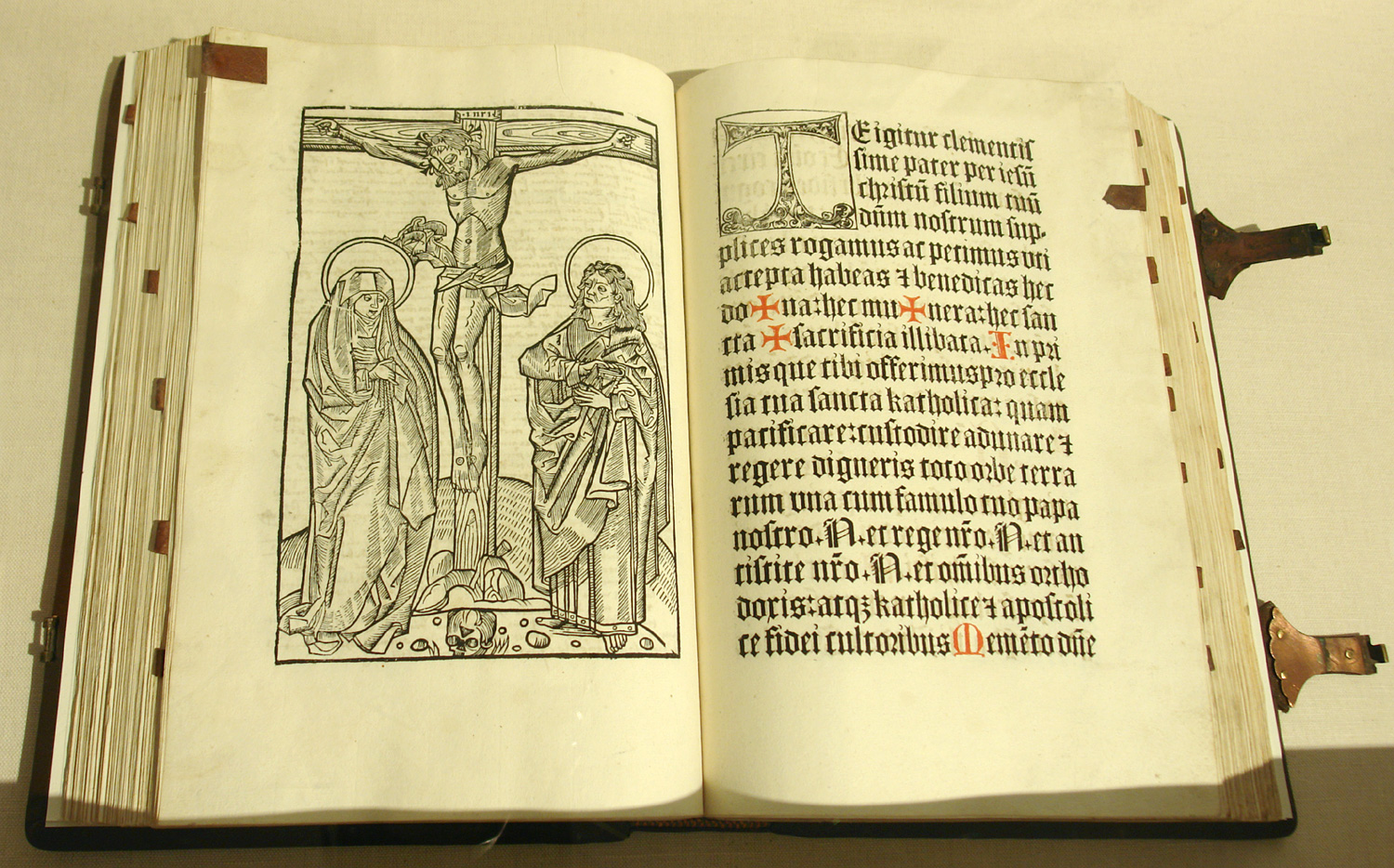
Das Missale von 1511

Das vom Bremer Erzbischof Johann III. Rode von Wale in Auftrag gegebene Messbuch Missale secundum ritum ecclesie Bremense wird fertiggestellt. Dieses Messbuch gemäß der in der bremischen Kirche üblichen Gepflogenheiten beschreibt den im Mittelalter nur in der Diözese Bremen gültigen Ritus für die Heilige Messe. Es enthält in lateinischer Sprache die feststehenden und wechselnden biblischen Texte, Gebete und Gesänge für die Gottesdienste und ist bis ins Jahr 1532 in Gebrauch.

### Katastrophen
Nachdem die Nordseeküste schon in den beiden vorangegangenen Jahren von mehreren schweren Sturmfluten betroffen war, bricht am 16. Januar die Antoniflut über Ostfriesland herein. Die auch als Eisflut bekannte Sturmflut ist mit starkem Eisgang verbunden und trifft die Deiche zu einem Zeitpunkt, wo sie nach der Allerheiligenflut 1510 vielfach noch nicht repariert werden konnten. Viele Dörfer und Kirchspiele müssen aufgegeben werden. Erhebliche Landverluste gibt es an Dollart und Jadebusen. Vor Sande betrifft das unter anderem Oldebrügge, Bordum, Bant, Ahm, Ellens, Havermonniken, Hiddens, Scheidens und Seediek. Arngast wird zu einer Insel im Jadebusen. Dollart und Jadebusen erreichen ihre größte Ausdehnung, und es entsteht ein Durchbruch zwischen Jade und Weser.
- 26. März: Ein starkes Erdbeben erschüttert den Balkan und hat Auswirkungen in Oberitalien. Es gibt geschätzt etwa 6.000 Todesopfer.

## Geboren

### Geburtsdatum gesichert
- 01. Januar: Henry Tudor, Duke of Cornwall, englischer Thronfolger († 1511)
- 19. Januar: Adolf von Schaumburg, Erzbischof von Köln († 1556)
- 24. Februar: Matthias Wanckel, deutscher evangelisch-lutherischer Theologe († 1571)
- 01. März: Piero Strozzi, Florentiner Adeliger und Condottiere († 1558)
- 02. April: Ashikaga Yoshiharu, japanischer Shōgun († 1550)
- 05. April: Johann IV., Graf von Nassau-Saarbrücken († 1574)
- 16. Mai: Andreas Hyperius, deutscher Theologe und Reformator († 1564)
- 27. Mai: Georg Ernst von Henneberg, Graf von Henneberg-Schleusingen († 1583)
- 04. Juni: Honorat II., Marquis de Villars, Marschall und Admiral von Frankreich († 1580)
- 06. Juni: Jakob Degen, deutscher Jurist, Mediziner und Philosoph († 1587)
- 18. Juni: Bartolomeo Ammanati, italienischer Bildhauer und Baumeister († 1592)
- 09. Juli: Dorothea von Sachsen-Lauenburg, Königin von Dänemark und Norwegen († 1571)

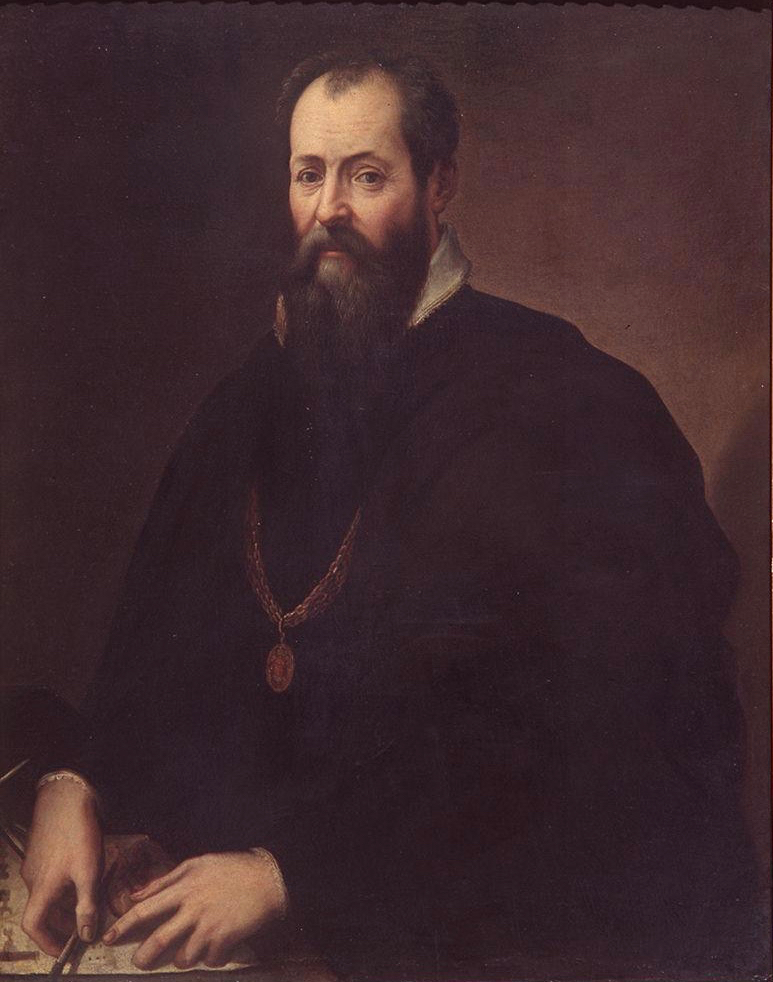
Giorgio Vasari, Selbstporträt

- 30. Juli: Giorgio Vasari, italienischer Hofkünstler und Biograph († 1574)
- 24. August: Jean Bauhin, französischer Arzt († 1582)
- 22. Oktober: Erasmus Reinhold, deutscher Astronom und Mathematiker († 1553)
- 08. November: Paul Eber, deutscher Theologe, Kirchenliederdichter und Reformator († 1569)
- 15. November: Johannes Secundus (Jan Nicolai Everaerts), niederländischer neulateinischer Dichter, Maler und Bildhauer († 1536)
- 17. November: Jacob Bording, flämischer Arzt († 1560)
- 30. November: Wolfgang Hilliger, deutscher Geschütz- und Glockengießer († 1576)
- 18. Dezember: Andrea Cornaro, Kardinal der katholischen Kirche († 1551)
- 21. Dezember: Erasmus Ebner, deutscher Diplomat, Gelehrter und Staatsmann († 1577)

### Genaues Geburtsdatum unbekannt
- Diego de Agüero y Sandoval, spanischer Konquistador († 1544)
- Ludolf X. von Alvensleben, deutscher Adeliger und Staatsmann († 1596)
- Friedrich Bernbeck, Bürgermeister und Gestalter der Reformation in Kitzingen († 1570)
- John Hamilton, Lordsiegelbewahrer und Schatzmeister von Schottland, Erzbischof von St Andrews († 1571)
- Thomas Howard, englischer Adeliger († 1537)
- Amato Lusitano, portugiesischer Arzt und Botaniker († 1568)
- Erasmus Oswald Schreckenfuchs deutscher Mathematiker und Astronom, Rhetoriker, Humanist und Hebraist († 1575)
- Nicola Vicentino, italienischer Komponist und Musiktheoretiker († 1572)

### Geboren um 1511
- Lope de Aguirre, spanischer Konquistador († 1561)
- Caspar Vopelius, deutscher Mathematiker, Astronom und Kartograph († 1561)
- 1511/1512: Giovanni Sallustio Peruzzi, italienischer Architekt († 1572)

## Gestorben

### Erstes Halbjahr

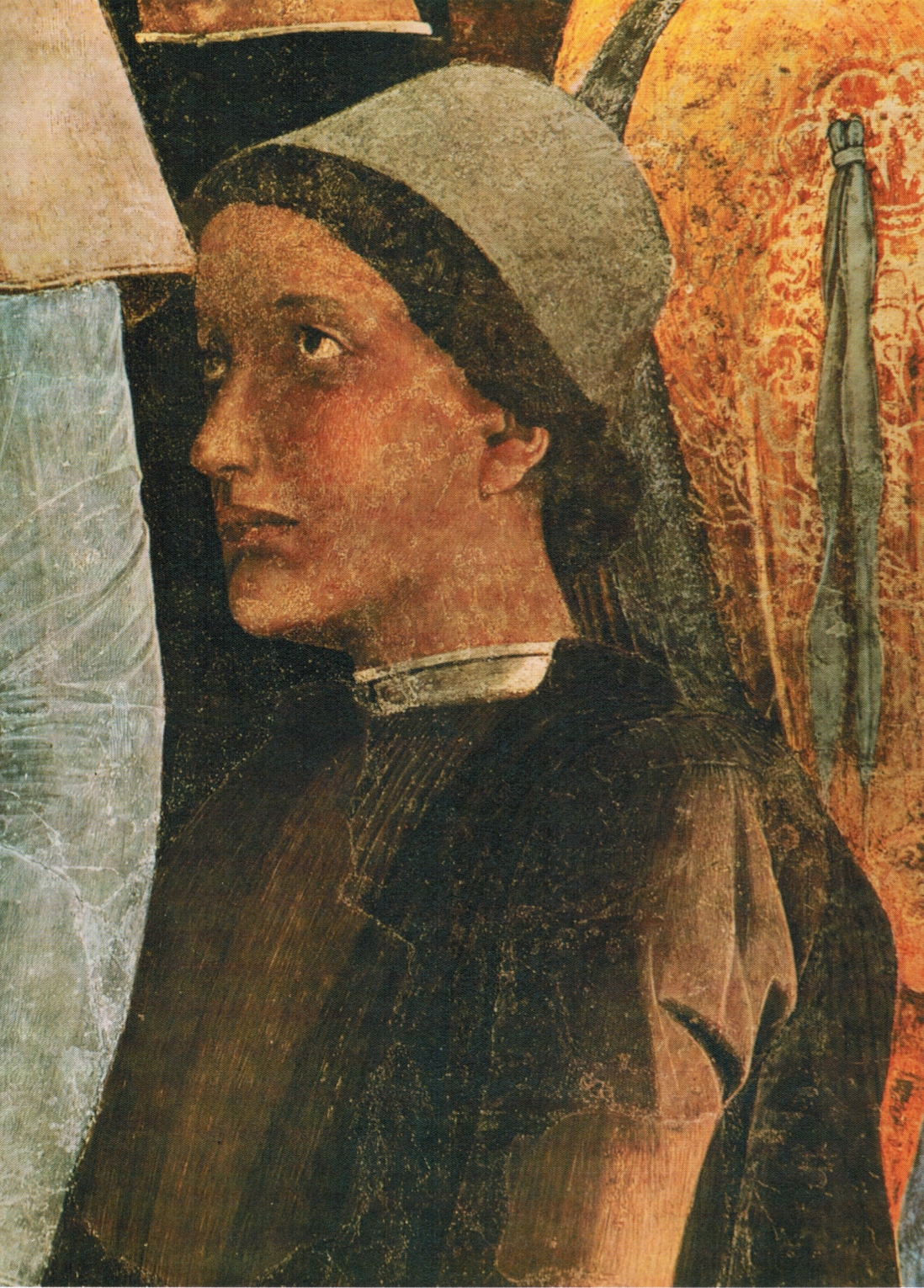
Ludovico Gonzaga (zeitgenössische Darstellung von Andrea Mantegna)

- 04. Januar: Ludovico Gonzaga, Bischof von Mantua (* 1460)
- 09. Januar: Demetrios Chalkokondyles, griechischer Humanist, Gelehrter und Professor für griechische Sprache in Italien (* 1423)
- 20. Januar: Oliviero Carafa, Erzbischof von Neapel und Kardinal der römisch-katholischen Kirche (* 1430)
- 03. Februar: Johann Serlinger, nominierter Bischof von Seckau
- 11. Februar: Charles II. d’Amboise, Gouverneur von Paris und Marschall von Frankreich sowie Admiral von Frankreich (* 1472/73)
- 22. Februar: Henry Tudor, Duke of Cornwall, englischer Thronfolger (* 1511)
- 15. März: Georg von Gemmingen, katholischer Priester, Domherr in Worms und Speyer, sowie Generalvikar des Bistums Speyer (* 1458)
- 02. April: Bernhard VII. Bellicosus, Landesherr der Herrschaft Lippe (* 1428)
- 19. April: Edo Wiemken der Jüngere, letzter männlicher Regent der Herrschaft Jever (* um 1454)
- 27. April: Jakob II. von Baden, Erzbischof und Kurfürst von Trier (* 1471)
- 03. Mai: Oswald I., Graf von dem Bergh (* 1442)
- 10. Mai: Andreas von Sonnenberg, deutscher Adliger aus dem Haus Waldburg und Graf von Sonnenberg (* 1472)
- 24. Mai: Francesco Alidosi, Bischof von Pavia, Kardinal der katholischen Kirche (* um 1455)

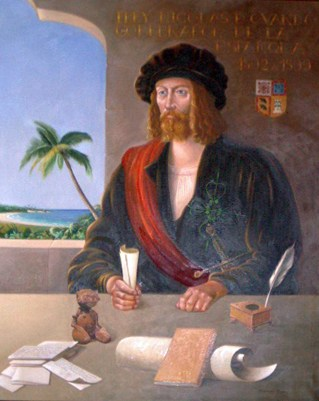
Anonymus: Porträt von Nicolás de Ovando

- 29. Mai: Nicolás de Ovando, spanischer Soldat und Gouverneur von Hispaniola (* 1451)
- 13. Juni: Hedwig von Sachsen, Prinzessin von Sachsen und Äbtissin des Reichsstiftes von Quedlinburg (* 1445)
- 15. Juni: Johannes V., Bischof des Bistums Ratzeburg (* vor 1450)

### Zweites Halbjahr
- 02. Juli: Hadim Ali Pascha, Großwesir des Osmanischen Reiches (* vor 1485)
- 06. Juli: Adolf III., Graf von Nassau-Wiesbaden-Idstein (* 1443)
- 12. Juli: Albrecht I., Herzog in den schlesischen Teilfürstentümern Münsterberg und Oels sowie Graf von Glatz (* 1468)
- 23. August: Francesco Argentino, Kardinal der katholischen Kirche (* um 1450)
- 24. August: Albrecht von Bibra, Domherr von Würzburg und Bamberg
- 06. September: Ashikaga Yoshizumi, 11. Shōgun des Ashikaga-Shōgunates (* 1478)
- 06. September: Wilhelm III./IV., Herzog von Berg und als Wilhelm IV. Herzog von Jülich sowie Graf von Ravensberg (* 1455)
- 04. Oktober: Pedro Luis de Borja Llançol de Romaní, Kardinal der katholischen Kirche, Erzbischof von Valencia (* 1472)
- 18. Oktober: Philippe de Commynes, französischer Diplomat und Historiker sowie Berater der Könige Ludwig XI. und Karl VIII. (* um 1447)
- 04. November: Francisco de Borja, Kardinal der katholischen Kirche, Bischof von Teano und Erzbischof von Cosenza (* 1441)
- 05. November: Gabriele de’ Gabrielli, Kardinal der katholischen Kirche, Bischof von Urbino und päpstlicher Sekretär (* 1445)
- 23. November: Anne of York, englische Prinzessin (* 1475)
- 29. November: Ursula Cotta, Frau des Patriziers und Bürgermeisters zu Eisenach, Conrad Cotta, Förderin von Martin Luther
- 03. Dezember: Johann Pfotel, deutscher Rechtsgelehrter und Diplomat (* 1445)
- 04. Dezember: Johann III. Rode von Wale, Erzbischof von Bremen (* um 1445)

### Genaues Todesdatum unbekannt

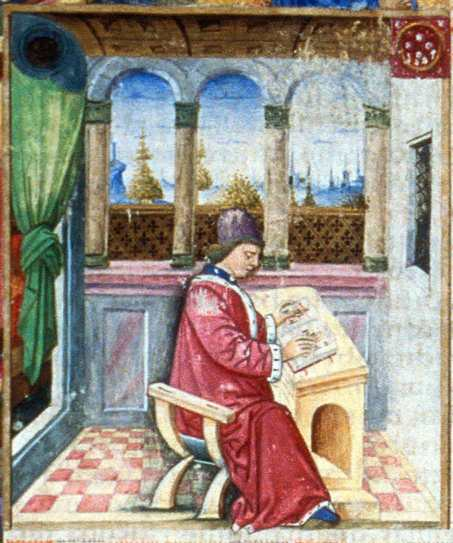
Porträt von Johannes Tinctoris, Titelseite des Manuskript 835, Valencia, Biblioteca universitaria

- vor dem 12. Oktober: Johannes Tinctoris, franco-flämischer Komponist und Musiktheoretiker (* um 1435)

- Michael Heuffner, deutscher Bildhauer und Maler (* 1483)
- Johannes Petri, deutscher Buchdrucker (* 1441)
- Kemal Reis, osmanischer Pirat, Admiral und Kartograph (* 1451)
- Matthias Ringmann, deutscher humanistischer Philologe und Dichter, der für die Bezeichnung des Namens Amerika verantwortlich ist (* 1482)
- Hartwig von Stiten, Bürgermeister der Hansestadt Lübeck
- Yoshida Kanetomo, religiöser Reformer Japans (* 1435)